# Thonis-Heracleion
Thonis-Heracleion, também chamada simplesmente de Heracleion, foi uma importante antiga cidade portuária egípcia localizada a 32 km de Alexandria que encontra-se submersa. O nome da cidade vem da junção das palavras Thonis, como ela era conhecida pelos egípcios, e Heracleion, como ela era chamada pelos gregos. A cidade teve a sua importância aumentada na época dos Faraós e se tornou o principal porto do Egito até ao século II a.C., quando foi superada por Alexandria em termos de importância como porto comercial. Algumas décadas mais tarde, o porto começou a afundar lentamente e suas construções caíram na água, restando poucos habitantes durante o Império Romano. Por volta do século VIII, o que restava da cidade afundou no mar. Considerada perdida por séculos, suas ruínas foram localizadas por arqueólogos e mergulhadores submarinos liderados por Franck Goddio. 
Construída por volta do século XII a.C., de acordo com lendas citadas por antigos historiadores gregos, a cidade desapareceu do mapa após ser engolida pelo Mar Mediterrâneo. A cidade é mencionada por Heródoto e Estrabo. De acordo com Heródoto, um grande templo tinha sido construído na cidade em honra ao deus Hércules (Héracles, para os gregos, filho de Zeus) porque foi onde ele pisou pela primeira vez ao chegar no Egito. Por essa razão, os gregos chamavam a cidade de Heracleion. 
O arqueólogo subaquático Franck Goddio e o Instituto Europeu de Arqueologia Marítima redescobriram a cidade no ano 2000, a pouco menos de 10 metros de profundidade no Mediterrâneo, na Baía de Abukir, próximo a Alexandria. Ali, maravilhosas relíquias incrivelmente bem preservadas têm sido encontradas. Veja mais informações e lindas fotos de parte do que foi encontrado submerso em www.franckgoddio.org.
Segundo F. Goddio, a cidade na verdade foi provavelmente fundada no século 8 a.C., e era o porto de entrada ao Egito para todas as embarcações provenientes da Grécia. Além disso, a cidade também tinha importância religiosa, graças à presença de um grande Templo de Amon e Khonsou. Porém, por volta do século 8 d.C., devido a uma série de catástrofes submarinas, ela acabou afundando completamente.

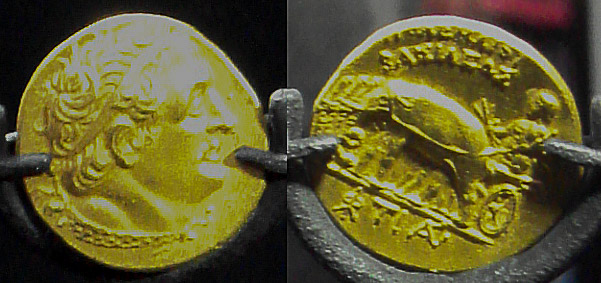
Rara moeda encontrada em Heracleion mostrando Ptolomeu sobre um elefante